# Gregory's Theme
Singles de Basto
Spacecake
(2011) Again and Again
(2011)
Gregory's Theme est une chanson de Basto sortie le 17 janvier 2011 sous le major UMG. La chanson a été écrite et produite par Basto.

## Liste des pistes
Promo - CD-Single ARS - (UMG)
1. Gregory's Theme (Radio Edit) - 2:55
2. Gregory's Theme (Short Radio Edit) - 2:39
3. Gregory's Theme (Extended Mix) - 7:03

### Classement par pays
| Classement (2011)                       | Meilleure position |
| --------------------------------------- | ------------------ |
| Pays-Bas                                | 9                  |
| Belgique (Flandre Ultratop 50 Singles)  | 12                 |
| Belgique (Wallonie Ultratop 50 Singles) | 50                 |